# قائمة فصول دراغون بول سوبر

غلاف أوَّل مجلد لدراغون بول سوبر صدر في اليابان.

دراغون بول سوبر هي سلسلة مانغا يابانية كتبها أكيرا تورياما ورسمها تويوتارو. وإنَّها تتمة لدراغون بول الأصلي من تورياما ويتبع مغامرات سون غوكو وأصدقائه كما يواجه أعداء أقوى. بعد لقاء إله الدمار بيروس، والوصول إلى قوة الإله، وينتهي بغوكو بالسفر إلى أكوان أخرى لحماية كونه. بدأت مانغا دراغون بول سوبر في التسلسل في إصدار أغسطس 2015 من المجلة الشهرية في جمب، والتي تم إصدارها في 20 يونيو 2015. يقوم ناشرها شوئيشا بجمع الفصول بشكل دوري في مجلدات تانكوبون، مع نشر 21 مُجلدًا اعتبارًا من ديسمبر 2023. كما يقومون بنشر المسلسل رقميًا باللُّغتين الإنجليزية والإسبانية على تطبيق مانغا بلس [الإنجليزية] الدّولي وموقعه الإلكتروني في وقتٍ واحد كما يتم نشره في اليابان. بدأت شوئيشا في نشر الإصدارات الملونة من دراغون بول سوبر تانكوبون رقميًا في 3 أبريل 2020. بدأت شركة فيز ميديا في نشر ترجمات إنجليزية مجانية للفصول على موقعها الإلكتروني في 24 يونيو 2016، مع إصدار مطبوع للمجلد الأول التالي في 2 مايو 2017. لقد نشروا 20 مُجلدًا في أمريكا الشمالية اعتبارًا من فبراير 2024.

## قائمة المجلدات
| 1. «نبوءةُ حاكم الدمار» (破壊神の予知夢 Hakaishin no Yochimu) 2. «سون غوكو هُزِم» (孫悟空の敗北 Son Gokū no Haiboku) 3. «غضبُ بيروس» (ビルスの怒り Birusu no Ikari) 4. «معركةُ الحُكّام» (神と神 Kami to Kami، lit. ") 5. «بيروس وتشامبا» (ビルスとシャンパ Birusu to Shanpa) | 1. «التجهيزُ للبطولة» (大会の準備 Taikai no Junbi) 2. «محاربون من الكون 6» (第６宇宙の戦士たち Dai Roku Uchū no Senshi-tachi) 3. «المعركةُ تبدأ» (試合開始！ Shiai Kaishi!) 4. «غوكو ضد بوتامو» (悟空ＶＳボタモ Gokū Bāsasu Botamo) |

| 1. «هيئة فروست الحقيقية» (フロストの正体 Furosuto no Shōtai) 2. «دور فيجيتا!!» (ベジータ登場！！ Bejīta Tōjō!!) 3. «كبرياءُ السايان» (サイヤ人の誇り Saiya-jin no Hokori) 4. «ها قد تحدّد الكون الفائز!!» (優勝宇宙、ついに決定！！ Yūshō Uchū, Tsui ni Kettei!!) 5. «نداء استغاثة من المستقبل» (未来からのＳＯＳ Mirai Kara no Esu Ō Esu) 6. «أمل!! مرةً أخرى» (HOPE！！ 再び Hope!! Futabi) |

| 1. «ماضي ترانكس المستقبلي» (“未来”トランクスの過去 “Mirai” Torankusu no Kako) 2. «زاماسو، الكايوشين التالي من الكون 10» (次期第１０宇宙界王神候補ザマス Jiki Dai-Jū Uchū Kaiōshin Kōho Zamasu) 3. «هوية غوكو بلاك الحقيقية» (ゴクウブラックの正体 Gokū Burakku no Shōtai) 4. «زاماسو آخر» (もう一人のザマス Mō Hitori no Zamasu) 5. «مشروع الصفر بشري» (人間ゼロ計画 Ningen Zero Keikaku) |

| 1. «آخر فرصة للأمل» (HOPEへのラストチャンス Hōpu e no Rasuto Chansu) 2. «الورقة الرابحة الأخيرة لزاماسو» (ザマスの最終手段 Zamasu no Saishū Shudan) 3. «القيمة الحقيقية للبوتارا» (ポタラの真価 Potara no Shinka) 4. «تطوّر سون غوكو» (孫悟空の進化 Son Gokū no Shinka) |

| 1. «أسيكون غوكو؟! أم زاماسو؟!» (悟空か！？ザマスか！？ Gokū Ka!? Zamasu Ka!?) 2. «المعركة الحاسمة! وداعًا يا ترانكس!» (決戦！さらばトランクス Kessen! Saraba Torankusu) 3. «الحياة، والتدريب، و...» (修行と日常そして… Shugyō to Nichijō Soshite...) 4. «آلهة الدمار من كافة الأكوان الـ 12» (12宇宙の破壊神 Jū Ni Uchū no Hakaishin) |

| 1. «توبّو، مرشح إله الدمار من الكون 11 (第11宇宙破壊神候補トッポ Dai Jū Ichi Uchū Hakaishin Kōho Toppo) 2. «الرجل المدعوّ بجيرين (ジレンという男 Jiren to Iu Otoko) 3. «جمعُ محاربي السوبر!» (集まれ超戦士たち！ Atsumare Chō Senshi-Tachi) 4. «جمعُ محاربي السوبر 2» (集まれ超戦士たち！ 2 Atsumare Chō Senshi-Tachi！ 2) |

| 1. «نجاةُ الكون! بطولة القوَّة تبدأ!!» (宇宙サバイバル！力の大会開始！ Uchū Sabaibaru! Chikara no Taikai Kaishi!) 2. «أوّلُ كونٍ تمَّ محوه» (最初の消滅宇宙 Saisho no Shōmetsu Uchū) 3. «هيتُ ضد جيرين!» (ヒットＶＳジレン！ Hitto Bāsasu Jiren!) 4. «منافِسون فريدون» (個性的な選手たち Kosei-tekina Senshu-tachi) |

| 1. «استيقاظ سوبر سايان كيل» (覚醒·超サイヤ人ケール Kakusei · Supa Saiya-jin Kēru) 2. «ملاذ الكون 6 الأخير» (第6宇宙の最終手段 Dai Roku Uchū no Saishū Shudan) 3. «علامة صحوة سون غوكو» (孫悟空覚醒の”兆” Son Gokū Kakusei no "Kizashi") 4. «جيرين ضد الكون 7» (ジレンＶＳ第7宇宙 Jiren Bāsasu Dai nana Uchū) |

| 1. «الغريزة الفائقة» (身勝手の極意 Migatte no Gokui) 2. «نهاية البطولة وما بعدها» (決着と結末 Ketchaku to Ketsumatsu) 3. «الانضمام لشرطة المجرة!» (銀河パトロール入隊! Ginga Patorōru Nyūtai!) 4. «السجين الهارب مورو» (脱獄囚モロ Datsugoku shū Moro) |

| 1. «سحرُ مورو» (モロの魔法 Moro no Mahō) 2. «اضمحلال الناميك» (衰耗するナメック星 Suikō-suru Namekku-sei) 3. «كارت التنين المسلوبة» (奪われたドラゴンボール Ubawareta Doragon Bōru) 4. «أُمنية مورو» (モロの願い Moro no Negai) |

| 1. «معركة الفضاء الخارجي» (宇宙空間バトル Uchū Kūkan Batoru) 2. «الهروب العظيم» (大脱走 Dai Dassō) 3. «كل منهم لديه خطته الخاصّة» (それぞれの行動 Sorezore no Kōdō) 4. «تدريب غوكو وفيجيتا» (悟空とベジータの修業 Gokū to Bejīta no Shugyō) |

| 1. «عصابة ساغانبو قطاع طرق المجرة» (サガンボ銀河強盗団 Saganbo Ginga Gōtō-dan) 2. «سون غوهان بمواجهة سفن ثري» (孫梧飯ＶＳセブンスリー Son Gohan buiesu Sebunsurī) 3. «هوية ميروس الحقيقية» (メルスの正体 Merusu no Shōtai) 4. «اجتماع محاربي الأرض» (地ち球きゅう戦せん士し集しゅう結けつ Chikyū Senshi Shūketsu) |

| 1. «معارك عديدة» (それぞれの闘い Sorezore no Tatakai) 2. «وصول سون غوكو» (孫悟空到着 Son Gokū Tōchaku) 3. «تفعيل الهيئة الأولية للغريزة الفائقة» (話 発動！身勝手の極意"兆» Hatsudō! Migatte no Gokui "Chō") 4. «خطأ في تقديرات ميروس» (メルスの誤算 Merusu no Gosan) |

| 1. «فيجيتا الجديد» (新生ベジータ Shin-sei Bejīta) 2. «انهيار» (絶体絶命 Zettai Zetsumei) 3. «قرار ميروس» (メルスの覚悟 Merusu no Kakugo) 4. «سون غوكو شرطي المجرة» (銀河パトロール孫悟空 Ginga Patorōru Son Gokū) |

| 1. «ابن الأرض سون غوكو» (地球人 孫悟空 Chikyūjin Son Gokū) 2. «مورو ملتهم العوالم» (星喰いのモロ Hoshikui no Moro) 3. «نهاية سعيدة، ولكن...» (大団円そして… Daidan’en Soshite…) 4. «الناجي غرانولا» (生残者グラノラ Seizansha Guranora) |

| 1. «تطوُّر كوكب سيريال» (シリアル星の遷移 Shiriaru-sei no Sen'i) 2. «أعظم محارب في الكون» (宇宙一の戦士 Uchūichi no Senshi) 3. «خطة الهيترز» (ヒータの計画 Hīta no Keikaku) 4. «الساياجين والسيريليان» (サイヤ人とシリアル人 Saiya-jin to Shiriaru-jin) |

| 1. «غوكو ضد غرانولا» (悟空ＶＳグラノラ Gokū Buiesu Guranora) 2. «فيجيتا ضد غرانولا» (ベジータＶＳグラノラ Bejīta Buiesu Guranora) 3. «قوّة إله الدمار» (破壊神の力 Hakaishin no Chikara) 4. «مصير الساياجين» (サイヤ人の宿命 Saiya-jin no Shukumei) |

| 1. «باردوك، والِد غوكو» (悟空の父バーダック Gokū no Chichi Bādakku) 2. «أُمنية غاس» (ガスの願い Gasu no Negai) 3. «غاس ضد غرانولا» (ガスＶＳグラノラ Gasu buiesu Guranora) 4. «غاس ضد غرانولا 2» (ガスＶＳグラノラ２ Gasu Buiesu Guranora Tsū) |

| 1. «صِراع غوكو» (悟空の争い Gokū no Arasoi) 2. «باردوك ضد غاس» (バダックvsガス Bādakku vs Gasu) 3. «باردوك ضد غاس 2» (バダックvsガス2 Bādakku vs Gasu Tsū) 4. «كبرياء العِرق» (民族の誇り Minzoku no Hokori) |

| 1. «لكلٍ جوابه الخاص» (それぞれの答え Sorezore no Kotae) 2. «قتال القوى القصوى» (全力戦 Zenryokusen) 3. «ظهور الأقوى في العالم» (宇宙一の戦士 発現 Uchūichi no Senshi Hatsugen) 4. «ولادة الأبطال الخارقين» (スーパーヒーロー誕生 Sūpā Hīrō Tanjō) |

| 1. «متنافس يظهر» (ライバル出現! Raibaru Shutsugen!) 2. «المواجهة مع الدكتور هيدو» ((対決Dr.ヘド Taiketsu Dr. Hedo) 3. «عودة جيش الشريط الأحمر» (復活したRR軍！！ Fukkatsu Shita Reddo Ribon Gun!!) 4. «أندرويد جدد» (新たなる人造人間 Aratanaru Jinzōningen) |

| 1. «عملية اختطاف بان» (パン誘拐作戦 Pan Yūkai Sakusen) 2. «استيقظ يا سون غوهان!» (目覚めよ! 孫悟飯 Mezameyo! Son Gohan) 3. «المعلم الأقوى وتلميذه» (最強の師弟 Saikyō no Shitei) 4. «سايامان، ينضم إلى المعركة!» (サイヤマン参戦！ Saiyaman Sansen!) |

### الفصول الَّتي ليست بتنسيق تانكوبون
1. «سيل ماكس الهائج» (暴走セルマックス Bōsō Seru Makkusu؟)
2. «حل غاما #2» (ガンマ2号の覚悟 Ganma Ni-Gō no Kakugo؟)
3. «إيقاظ غوهان النهائي» (超覚醒！孫悟飯 Chō Kakusei! Son Gohan؟)
4. «انفجر للأمام! ماكانكوسابو» (炸裂!魔貫光殺砲 Sakuretsu! Makankōsappō؟)
5. «كارمين والجندي #15 (カーマインと15番 Kāmain to Jūgo-Ban؟)
6. «سون غوكو ضد سون غوهان» (孫悟空ＶＳ孫悟飯 Son Gokū Bāsasu Son Gohan؟)

## إعادة النشر

### الملوَّن الرَّقمي
| م. | العنوان                            | تاريخ الإصدار |
| -- | ---------------------------------- | ------------- |
| 1  | المحاربون من الكون 6!              | 3 أبريل 2020  |
| 2  | ها قد تحدَّد الكون الفائز!!!         | 2 أبريل 2020  |
| 3  | مشروع الصفر بشري                   | 3 أبريل 2020  |
| 4  | آخر فرصةٍ للأمل                     | 1 مايو 2020   |
| 5  | المعركة الحاسمة! وداعًا يا ترانكس!! | 4 يونيو 2020  |
| 6  | جمعُ محاربي السوبر!!                | 3 يوليو 2020  |
| 7  | نجاة الكون! بطولة القوَّة تبدأ!!!    | 4 أغسطس 2020  |
| 8  | علامة صحوة سون غوكو                | 4 سبتمبر 2020 |
| 9  | نهاية البطولة وما بعدها            | 2 أكتوبر 2020 |
| 10 | أُمنية مورو                         | 4 نوفمبر 2020 |
| 11 | الهروب العظيم                      | 4 ديسمبر 2020 |
| 12 | هوية ميروس الحقيقية                | 4 يناير 2021  |
| 13 | معارك عديدة                        | 4 فبراير 2021 |
| 14 | سون غوكو شرطي المجرة               | 4 مارس 2021   |
| 15 | مورو ملتهم العوالم                 | 2 أبريل 2021  |
| 16 | أعظم محارب في الكون                | 4 نوفمبر 2021 |
| 17 | قوَّة إله الدمار                     | 3 ديسمبر 2021 |
| 18 | باردوك، والِد غوكو                  | 4 يونيو 2022  |
| 19 | كبرياء العِرق                       | 11 أغسطس 2022 |
| 20 | قتال القوة القِصوى                  | 2 يونيو 2023  |
| 21 | المواجهة مع الدكتور هيدو           | 4 ديسمبر 2023 |